# Yuzuru Hanyu ICE STORY 2023 “GIFT” at Tokyo Dome
『Yuzuru Hanyu ICE STORY 2023 “GIFT” at Tokyo Dome』（ゆづるはにゅうアイスストーリー2023 ギフトアットとうきょうドーム）は、2023年2月26日に東京ドームで開催された羽生結弦の単独アイスショーである。制作総指揮・出演は羽生結弦。演出はMIKIKO。
羽生結弦がプロ転向後に開催した『プロローグ』に続く2つ目のアイスショーであり、フィギュアスケート界では史上初となる東京ドーム公演である。本公演は東京ドームで3万5000人を動員したほか、国内外の映画館でライブビューイングが行われ、計3万人を動員した。また、動画配信サービスDisney+でも生配信され、6月30日からは羽生のインタビュー映像を追加した特別版が配信された。

## 背景
『Yuzuru Hanyu ICE STORY 2023 “GIFT” at Tokyo Dome』（以下、『GIFT』と略）は2023年2月26日に東京都文京区の東京ドームで行われた、『プロローグ』に続く羽生結弦の2つ目の単独アイスショーである。東京ドームでのアイスショーは史上初、東京ドームにスケートリンクが設営されたのも史上初のことであった。
主催はteamSiriusとGIFT製作委員会。協賛はコーセー（特別協賛）、ファイテン、東和薬品、三井不動産。制作総指揮は羽生結弦、演出はMIKIKOが担当し、音楽グループELEVENPLAYがダンサーとして参加した:1–2。また、音楽プロデューサーの武部聡志が音楽監督を担当し、武部率いるスペシャルバンドに加え、東京フィルハーモニー交響楽団が演奏を担当した。
2023年12月20日、羽生が文章を、漫画家集団のCLAMPが絵を担当した絵本『GIFT』が講談社より発売された。同作品はトーハンの週間ベストセラー4位にランクインした。また、2023年11月には武部聡志が本公演のために書き下ろし、本公演でも演奏された楽曲「GIFT」が配信リリースされた。

## 内容とコンセプト
会場の東京ドームには競技会と同規模の縦60メートル、横30メートルのスケートリンクが張られ、その先には大きなスクリーンが設置された。大型スクリーンでは、羽生自身の言葉による物語が展開されていった。この物語について羽生は「羽生結弦の半生とこれからを氷上で表現する物語」と説明している。また、物語のメッセージについて羽生はユング心理学のペルソナを例に挙げ、「少しでも、自分自身が持っている、皆さんが持っている本質的な皆さんと、その「ペルソナ」の皆さんを少しでも認めていけるような、認めてあげられるような時間になったらいいなって思います」と語っている。
冒頭、『火の鳥』の演奏が流れる中、炎を映した大型スクリーンの中央から、不死鳥の衣装を着てクレーンに乗った羽生が登場した:2。その後は『Hope & Legacy』に続き新プログラムの「あの夏へ」を滑り、「バラード第1番」が続いた。前半の最後には6分間練習を経て2021–22シーズンのショートプログラム「序奏とロンド・カプリチオーソ」を滑った。2022年北京オリンピックで披露したプログラムであり、同大会では氷の穴にエッジが取られ冒頭の4回転サルコウが1回転になるミスがあった。羽生はこの演目を選んだ理由について「あの時に夢を掴み切れなかったから、夢を掴みきった演出をしたかった」と話している:2。本公演では全てのジャンプを成功させた。
第2部は「レッツ・ゴー・クレイジー」の演奏に続くプログラム「レット・ミー・エンターテイン・ユー」で幕を開け、その後は新プログラムの「阿修羅ちゃん」を披露した。『オペラ座の怪人』では、スクリーン横に設置された手のオブジェがスクリーンに映し出された羽生の顔と合体し、巨大なファントムが出来上がる仕掛けが披露された。「ノッテ・ステラータ」で本編が終了し、アンコールとして「春よ、来い」と『SEIMEI』を披露した:3。

## 動員とメディア展開

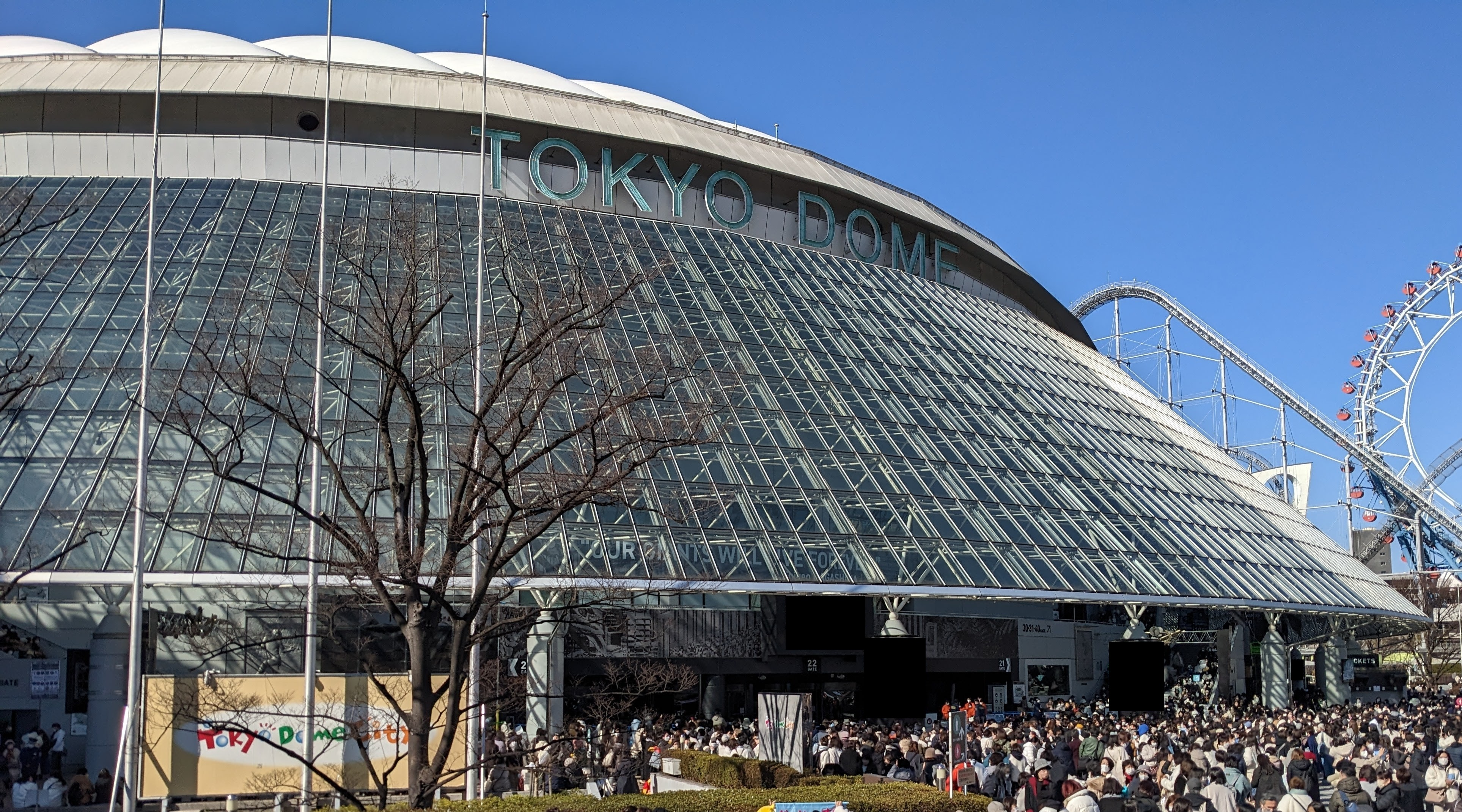
公演当日の東京ドームの様子

『GIFT』のチケットは2万3100円から2万7500円という価格帯で販売され、完売し当日は3万5000人を動員した。開催発表後には日刊ゲンダイが「客席が埋まらない可能性が高い」と指摘していたが、SNS上では抽選に落選した申込者の声が続出し、抽選結果通知日の2022年12月20日には「＃東京ドーム全滅」というハッシュタグがTwitterトレンド入りした。
公演当日には日本全国および香港・台湾・韓国の映画館でライブビューイングが行われ、国内外で計3万人を動員した。公演翌日の2月27日には日本全国の映画館でディレイビューイングが行われた。さらに、国内では動画配信サービスDisney+、国外ではGLOBE CODINGで生配信され、6月30日からは舞台裏の映像や羽生のインタビュー映像を追加した特別版がDisney+で公開された。公演から1年後の2024年2月26日にはCSテレ朝チャンネル2でテレビ放送された。
2024年8月20日、本公演のDVDとBlu-rayが発売された。公演を完全収録し、マルチアングルの特典映像を収録するほか、公演当日のアイスリンクの水をガラス瓶の中に入れたキーリングが付属する豪華パッケージが数量限定BOXとして発売された。

## 評価
2015年の世界チャンピオンであるロシアのエリザベータ・トゥクタミシェワは、『GIFT』での羽生のパフォーマンスについて次のように語っている。
彼がどうやってなし遂げたのか、私には想像もつきません。とても難しいこと。一つのショーで３つのナンバーをこなすだけでも体力的に大変なのに、３時間ぶっ通しで演技をするなんて…。どこから力を得ているのか見当もつかない。すごくかっこいいんだけど、自分には無理だと思う。
また、スポーツジャーナリストの二宮清純は、「これだけ天井が高いと、ジャンプの感覚が微妙に狂いがちです」と指摘し、「それを22日に氷を張り始めてから本番までのわずかな時間で調整してみせるところに、私は羽生選手の非凡さ、すなわち「GIFT」（才能）を感じてしまうのです。」と評した。
『GIFT』には野村萬斎、松任谷由実、黒柳徹子など多くの芸能関係者が来場した。野村萬斎は自身のTwitterで「人間の生き方について語る羽生さんの言葉に、彼は現代のハムレットなのかもしれないと感じました」と評した。

## セットリスト
前半
1. 『火の鳥』
  - 作曲：イーゴリ・ストラヴィンスキー
2. 『Hope & Legacy』
  - 作曲：久石譲
3. 「あの夏へ」
  - 映画『千と千尋の神隠し』より
  - 作曲：久石譲
4. 「バラード第1番」
  - 作曲：フレデリック・ショパン
5. 「序奏とロンド・カプリチオーソ」
  - 作曲：サン・サーンス
  - ピアノ演奏：清塚信也

後半
1. 「レット・ミー・エンターテイン・ユー」
  - 曲：ロビー・ウィリアムズ
2. 「阿修羅ちゃん」
  - 曲：Ado
3. 映画『オペラ座の怪人』より
  - 作曲：アンドルー・ロイド・ウェバー
4. 「いつか終わる夢」
  - 『ファイナルファンタジーX』より
  - 作曲：植松伸夫
5. 「ノッテ・ステラータ」
  - 作曲：サン・サーンス
  - 歌唱：イル・ヴォーロ

エンドクレジット
1. 「僕のこと」
  - 曲：Mrs. GREEN APPLE

アンコール
1. 「春よ、来い」
  - 曲：松任谷由実
  - ピアノ演奏：清塚信也
2. 『SEIMEI』
  - 映画『陰陽師』より
  - 作曲：梅林茂

## 関連商品
- 映像作品[26]
  - 『Yuzuru Hanyu ICE STORY 2023 “GIFT” at Tokyo Dome』Blu-ray Disc（発売：GIFT製作委員会、販売：テレビ朝日、2024年8月20日発売）
    - 数量限定BOX（品番：YHXA-10004）
    - 初回限定BOX（品番：YHXA-10003）
    - 通常版（品番：YHXA-10002）

  - 『Yuzuru Hanyu ICE STORY 2023 “GIFT” at Tokyo Dome』DVD（発売：GIFT製作委員会、販売：テレビ朝日、2024年8月20日発売）
    - 初回限定BOX（品番：YHBA-10003）
    - 通常版（品番：YHBA-10002）
- 絵本
  - 『GIFT』（文：羽生結弦、絵：CLAMP、講談社、2023年12月20日発売、ISBN 978-4-06-531898-0）[27]